# Dania Beach Hurricane
Dania Beach Hurricane in Boomers! (Dania Beach, Florida, USA) war eine Holzachterbahn des Herstellers Coaster Works, die am 1. November 2000 eröffnet wurde. Sie war neben Thunder Eagle in Island in Pigeon Forge nur eine von zwei Achterbahnen, die der Hersteller jemals fertigte. Obwohl Dania Beach Hurricane zu Boomers gehörte, wurde sie tatsächlich unabhängig vom Park betrieben.
Die Parkwebsite beschrieb die 975,4 m lange Strecke als die längste Holzachterbahn Floridas, tatsächlich waren jedoch die Strecken von Gwazi in Busch Gardens Tampa (Tampa) rund 60 m länger. Vom 27. April 2011 bis März 2016 war die Bahn geschlossen, mittlerweile steht sie nicht mehr.
Die von Dennis Starkey konstruierte Bahn erreichte eine Höhe von 30,5 m. Die Züge beschleunigten dabei auf maximal 80,5 km/h.

## Züge
Dania Beach Hurricane besaß zwei Züge mit jeweils fünf Wagen. In jedem Wagen konnten sechs Personen (drei Reihen à zwei Personen) Platz nehmen.